# Izaak (Barakat)
Izaak, imię świeckie Abduallah Barakat (ur. 1966 w Damaszku) – syryjski duchowny prawosławny, od 2011 metropolita Niemiec i Europy Centralnej.

## Życiorys
Święcenia prezbiteratu przyjął w 2000 r. 12 lipca 2011 otrzymał chirotonię biskupią.